# Eroni Clarke
Pas d'image ? Cliquez ici

a Compétitions nationales et continentales officielles uniquement.

b Matchs officiels uniquement.
Dernière mise à jour le 3 septembre 2018.
 Eroni Clarke, né le 31 mars 1969 à Apia (Samoa), est un ancien joueur de rugby à XV néo-zélandais qui a joué avec les All-Blacks au poste de trois quart centre ou à l’aile (1,86 m pour 90 kg). 

## Biographie
Eroni Clarke est le père de Caleb Clarke, lui aussi international néo-zélandais de rugby à XV, et évoluant au poste d'ailier. Il est également le fils de Iafeta Clarke, qui a joué pour les Samoa occidentales en 1971.

## Carrière

### Équipe nationale
Bien que samoan d’origine, Clarke a choisi de jouer avec l'équipe de Nouvelle-Zélande.
Il a disputé son premier test match le 22 avril 1992 contre le XV mondial, et le dernier contre l'équipe d'Australie, le 29 août 1998.

## Palmarès

### Club et province
- Vainqueur du Super 12 en 1996 et 1997 avec les Blues
- 53  matchs de Super 12
- 150 matchs avec Auckland

### Équipe nationale
- 24 matchs avec les Blacks (dont 10 test matchs)
- Matchs avec les Blacks par année : 12 en 1992,  10 en 1993, 2 en 1998